# Museo de la Tabanka
El Museo de la Tabanka (en portugués: Museu da Tabanka) es un museo especial en la localidad de Assomada en la parte central de la isla de Santiago del país africano y archipiélago de Cabo Verde que está relacionado con la música, especialmente la Tabanka. El edificio fue construido por Repartição da Fazenda e dos Correios que se considera un patrimonio cultural e histórico por sus trazos arquitectónicos, el actual centro cultural de Assomada está ubicado en el corazón de la ciudad. El Museo de la Tabanka organiza exposiciones temporales y espectáculos diversos, busca y ofrece vida cultural en el municipio de Santa Catarina y el interior de la isla de Santiago. El museo cuenta con unas propiedades valiosas de escritura, dibujo y documentaciones bajo Tabanka, un desfile local original en el que las figuras locales tradicionales son ridiculizadas.